# Dareka no Negai ga Kanau Koro

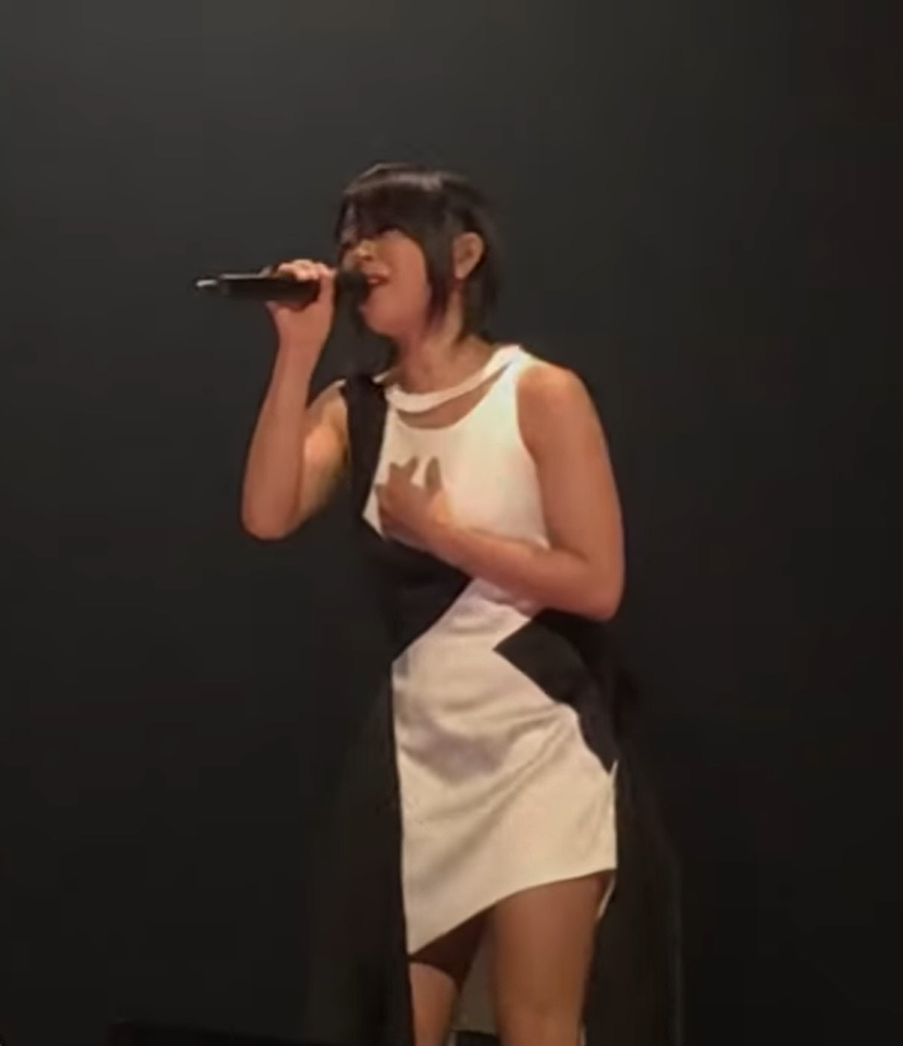
Utada Utada Hikaru chanteuse américano-japonaise

Singles de Hikaru Utada
Colors
(2003) Be My Last
(2005)
Singles par Utada
Easy Breezy
(2004)
Dareka no Negai ga Kanau Koro (誰かの願いが叶うころ) est le 13e single d'Hikaru Utada (sous ce nom), sorti en 2004. Une vidéo homonyme sort aussi peu après.

## Single CD
Le single sort le 21 avril 2004 au Japon sur le label EMI Music Japan ; la chanteuse n'avait plus sorti de single depuis Colors paru quinze mois auparavant. Il atteint la 1re place du classement des ventes de l'Oricon. Il se vend à 150 020 exemplaires la première semaine, et reste classé pendant 22 semaines, pour un total de 365 206 exemplaires vendus, ce qui en fait le 14e single le plus vendu de l'année au Japon.
Le single ne contient que la chanson-titre et sa version instrumentale. La chanson a été écrite pour servir de thème musical au film Casshern réalisé par Kazuaki Kiriya, le mari de la chanteuse. Elle figurera d'abord sur la bande originale du film, Our Last Days -Casshern OST-, puis sur l'album Ultra Blue qui sortira deux ans plus tard, ainsi que sur la compilation Utada Hikaru Single Collection Vol.2 de 2010.
La chanteuse ne sortira pas d'autre single en japonais avant un an et demi, mais en sortira plusieurs en anglais durant l'intervalle, sous l'appellation alternative "Utada".
Toutes les chansons sont écrites et composées par Hikaru Utada.
| Pistes du CD | Pistes du CD                                                           | Pistes du CD | Pistes du CD | Pistes du CD | Pistes du CD | Pistes du CD | Pistes du CD | Pistes du CD | Pistes du CD |
| No           | Titre                                                                  | Durée        |              |              |              |              |              |              |              |
| ------------ | ---------------------------------------------------------------------- | ------------ | ------------ | ------------ | ------------ | ------------ | ------------ | ------------ | ------------ |
| 1.           | Dareka no Negai ga Kanau Koro (誰かの願いが叶うころ)                   | 4:28         |              |              |              |              |              |              |              |
| 2.           | Dareka no Negai ga Kanau Koro (instrumental) (誰かの願いが叶うころ...) | 4:27         |              |              |              |              |              |              |              |
| 8:55         |                                                                        |              |              |              |              |              |              |              |              |

## Vidéo
Dareka no Negai ga Kanau Koro (誰かの願いが叶うころ) est une vidéo musicale d'Hikaru Utada, sortie au format DVD le 28 juillet 2004 au Japon, trois mois après le single CD homonyme. Il atteint la 10e place du classement des ventes de DVD de l'Oricon et reste classé pendant 7 semaines. C'est un "DVD single" contenant le clip vidéo de la chanson-titre du single et son making of. Le clip est réalisé par Kazuaki Kiriya, le mari de la chanteuse, et plusieurs acteurs du film Casshern y apparaissent.
| 1. | Making of "Dareka no Negai ga Kanau Koro" (Making of 誰かの願いが叶うころ) |  |
| 2. | Dareka no Negai ga Kanau Koro (誰かの願いが叶うころ)                       |  |